# Comuna Calopăr, Dolj
Calopăr este o comună în județul Dolj, Oltenia, România, formată din satele Bâzdâna, Belcinu, Calopăr (reședința), Panaghia și Sălcuța.

## Demografie
Componența etnică a comunei Calopăr
     Români (63,32%)
     Romi (24,57%)
     Alte etnii (0,05%)
     Necunoscută (12,05%)
Componența confesională a comunei Calopăr
     Ortodocși (85,76%)
     Creștini după evanghelie (1,5%)
     Alte religii (0,68%)
     Necunoscută (12,05%)
Conform recensământului efectuat în 2021, populația comunei Calopăr se ridică la 3.667 de locuitori, în scădere față de recensământul anterior din 2011, când fuseseră înregistrați 3.723 de locuitori. Majoritatea locuitorilor sunt români (63,32%), cu o minoritate de romi (24,57%), iar pentru 12,05% nu se cunoaște apartenența etnică. Din punct de vedere confesional, majoritatea locuitorilor sunt ortodocși (85,76%), cu o minoritate de creștini după evanghelie (1,5%), iar pentru 12,05% nu se cunoaște apartenența confesională.

## Politică și administrație
Comuna Calopăr este administrată de un primar și un consiliu local compus din 13 consilieri. Primarul, Daniel Bobin[*], de la Partidul Social Democrat, este în funcție din octombrie 2020. Începând cu alegerile locale din 2024, consiliul local are următoarea componență pe partide politice:
|  | Partid                    | Consilieri | Componența Consiliului | Componența Consiliului | Componența Consiliului | Componența Consiliului | Componența Consiliului | Componența Consiliului | Componența Consiliului | Componența Consiliului | Componența Consiliului |
|  | ------------------------- | ---------- | ---------------------- | ---------------------- | ---------------------- | ---------------------- | ---------------------- | ---------------------- | ---------------------- | ---------------------- | ---------------------- |
|  | Partidul Social Democrat  | 9          |                        |                        |                        |                        |                        |                        |                        |                        |                        |
|  | Partidul Național Liberal | 4          |                        |                        |                        |                        |                        |                        |                        |                        |                        |